# FA Trophy
FA Trophy je fotbalový turnaj, který pořádá Anglická fotbalová asociace. Turnaj se hraje formou play-off (vyřazovací) na jeden vítězný zápas, při remíze se utkání opakuje na hřišti soupeře, kde se utkání nehrálo (nedohodnou-li se jinak). Turnaj je pořádán pro poloprofesionální týmy což je v anglickém systému 5.-8. nejvyšší liga.
Finále soutěže se koná na stadionu Wembley. Finále na tomto stadionu se nekonalo od roku 2001 do roku 2006, protože stadion procházel velkou rekonstrukcí (2001–2005 Villa Park a 2006 Boleyn Ground). Rekordmani v počtu třech vítězství jsou mužstva Woking a již dvě zaniklá mužstva Scarborough a Telford United.

## Tabulka posledních finalistů
Původně turnaj když došel ve finále do prodloužení a skončil remízou, zápas se opakoval (1983–84, 1986–87 a 1987–88).
Dnes již finálové utkání dochází do penaltového rozstřelu (2004–05).
Vítězný tým vyhrává pohár FA Trophy a od roku 2008 k tomu obdrží prémii 50 000 liber + peníze z předchozích vyhraných kol.
| Sezóna      | Vítěz                  | Výsledek | Finalista              | Stadion             |
| ----------- | ---------------------- | -------- | ---------------------- | ------------------- |
| 1969/70     | Macclesfield Town      | 2–0      | Telford United         | Wembley Stadium     |
| 1970/71     | Telford United         | 3–2      | Hillingdon Borough     | Wembley Stadium     |
| 1971/72     | Stafford Rangers       | 3–0      | Barnet                 | Wembley Stadium     |
| 1972/73     | Scarborough            | 2–1♦     | Wigan Athletic         | Wembley Stadium     |
| 1973/74     | Morecambe              | 2–1      | Dartford               | Wembley Stadium     |
| 1974/75     | Matlock Town           | 4–0      | Scarborough            | Wembley Stadium     |
| 1975/76     | Scarborough            | 3–2♦     | Stafford Rangers       | Wembley Stadium     |
| 1976/77     | Scarborough            | 2–1      | Dagenham               | Wembley Stadium     |
| 1977/78     | Altrincham             | 3–1      | Leatherhead            | Wembley Stadium     |
| 1978/79     | Stafford Rangers       | 2–0      | Kettering Town         | Wembley Stadium     |
| 1979/80     | Dagenham               | 2–1      | Mossley                | Wembley Stadium     |
| 1980/81     | Bishop's Stortford     | 1–0      | Sutton United          | Wembley Stadium     |
| 1981/82     | Enfield                | 1–0♦     | Altrincham             | Wembley Stadium     |
| 1982/83     | Telford United         | 2–0      | Northwich Victoria     | Wembley Stadium     |
| 1983/84     | Northwich Victoria     | 1–1♦     | Bangor City            | Wembley Stadium     |
| 1983/84 (O) | Northwich Victoria     | 2–1      | Bangor City            | Victoria Ground     |
| 1984/85     | Wealdstone             | 2–1      | Boston United          | Wembley Stadium     |
| 1985/86     | Altrincham             | 1–0      | Runcorn                | Wembley Stadium     |
| 1986/87     | Kidderminster Harriers | 0–0♦     | Burton Albion          | Wembley Stadium     |
| 1986/87 (O) | Kidderminster Harriers | 2-1      | Burton Albion          | The Hawthorns       |
| 1987/88     | Enfield                | 0–0♦     | Telford United         | Wembley Stadium     |
| 1987/88 (O) | Enfield                | 3–2      | Telford United         | The Hawthorns       |
| 1988/89     | Telford United         | 1–0♦     | Macclesfield Town      | Wembley Stadium     |
| 1989/90     | Barrow                 | 3–0      | Leek Town              | Wembley Stadium     |
| 1990/91     | Wycombe Wanderers      | 2–1      | Kidderminster Harriers | Wembley Stadium     |
| 1991/92     | Colchester United      | 3–1      | Witton Albion          | Wembley Stadium     |
| 1992/93     | Wycombe Wanderers      | 4–1      | Runcorn                | Wembley Stadium     |
| 1993/94     | Woking                 | 2–1      | Runcorn                | Wembley Stadium     |
| 1994/95     | Woking                 | 2–1♦     | Kidderminster Harriers | Wembley Stadium     |
| 1995/96     | Macclesfield Town      | 3–1      | Northwich Victoria     | Wembley Stadium     |
| 1996/97     | Woking                 | 1–0♦     | Dagenham & Redbridge   | Wembley Stadium     |
| 1997/98     | Cheltenham Town        | 1–0      | Southport              | Wembley Stadium     |
| 1998/99     | Kingstonian            | 1–0      | Forest Green Rovers    | Wembley Stadium     |
| 1999/00     | Kingstonian            | 3–2      | Kettering Town         | Wembley Stadium     |
| 2000/01     | Canvey Island          | 1–0      | Forest Green Rovers    | Villa Park          |
| 2001/02     | Yeovil Town            | 2–0      | Stevenage Borough      | Villa Park          |
| 2002/03     | Burscough              | 2–1      | Tamworth               | Villa Park          |
| 2003/04     | Hednesford Town        | 3–2      | Canvey Island          | Villa Park          |
| 2004/05     | Grays Athletic         | 1–1♠     | Hucknall Town          | Villa Park          |
| 2005/06     | Grays Athletic         | 2–0      | Woking                 | Boleyn Ground       |
| 2006/07     | Stevenage Borough      | 3–2      | Kidderminster Harriers | New Wembley Stadium |
| 2007/08     | Ebbsfleet United       | 1–0      | Torquay United         | New Wembley Stadium |
| 2008/09     | Stevenage Borough      | 2–0      | York City              | New Wembley Stadium |
| 2009/10     | Barrow                 | 2–1♦     | Stevenage Borough      | New Wembley Stadium |
| 2010/11     | Darlington             | 1–0♦     | Mansfield Town         | New Wembley Stadium |
| 2011/12     | York City              | 2–0      | York City              | New Wembley Stadium |
| 2012/13     | Wrexham                | 1–1♠     | Grimsby Town           | New Wembley Stadium |
| 2013/14     | Cambridge United       | 4–0      | Gosport Borough        | New Wembley Stadium |
| 2014/15     | North Ferriby United   | 3–3♠     | Wrexham                | New Wembley Stadium |
| 2015/16     | FC Halifax Town        | 1–0      | Grimsby Town           | New Wembley Stadium |
| 2016/17     | York City              | 3–2      | Macclesfield Town      | New Wembley Stadium |
| 2017/18     | Brackley Town          | 1–1♠     | Bromley                | New Wembley Stadium |
| 2018/19     | AFC Fylde              | 1–0      | Leyton Orient          | New Wembley Stadium |
| 2019/20     | Harrogate Town         | 1–0      | Concord Rangers        | New Wembley Stadium |
| 2020/21     | Hornchurch             | 3–1      | Hereford               | New Wembley Stadium |
| 2021/22     | Bromley                | 1–0      | Wrexham                | New Wembley Stadium |

Legenda: (O) - opakování zápasu, ♦ - Zápas došel do prodloužení, ♠ - zápas rozhodnut až po penaltách